# Georges Verriest
Georges Verriest (Roubaix, 15 de juliol del 1909 - Seclin, 11 de juliol del 1985) fou un futbolista francès dels anys 1930.
Pel que fa a clubs, defensà els colors del RC Roubaix. També fou 14 cops internacional amb la selecció francesa, amb la qual marcà un gol a la Copa del Món de futbol de 1934.